# 1678
| 1678                        |
| --------------------------- |
| Dødsfald - Fødsler          |
| • Begivenheder • Litteratur |

| Gregoriansk kalender | 1678 MDCLXXVIII         |
| Ab urbe condita      | 2431                    |
| Armensk kalender     | 1127 ԹՎ ՌՃԻԷ            |
| Kinesiske kalender   | 4374 – 4375 丁巳 – 戊午 |
| Etiopisk kalender    | 1670 – 1671             |
| Jødisk kalender      | 5438 – 5439             |
| Hindukalendere       |                         |
| - Vikram Samvat      | 1733 – 1734             |
| - Shaka Samvat       | 1600 – 1601             |
| - Kali Yuga          | 4779 – 4780             |
| Iransk kalender      | 1056 – 1057             |
| Islamisk kalender    | 1089 – 1090             |

Konge i Danmark: Christian 5. 1670-1699 – Danmark i krig: Skånske Krig 1675-1679
Se også 1678 (tal)

## Begivenheder
- Slaget på Rügen 8. januar, et dansk-allieret korps taber til svenskerne.

## Født
- 26. juli – Josef 1. (Tysk-romerske rige)
- 3 maj - Amaro Pargo, kaper og købmand.